# الپوت، گویچای
الپوت (به لاتین: Alpout) یک منطقهٔ مسکونی در جمهوری آذربایجان است که در شهرستان گوی‌چای واقع شده‌است.

## خصوصیات
الپوت ۲٬۰۶۵ نفر جمعیت دارد.